# 真里谷全方
真里谷 全方（まりやつ ぜんほう、? - 天文18年2月3日（1549年3月2日）?）は、戦国時代の人物。真里谷氏（上総武田氏）の一族。真里谷信勝（信嗣）の子。真里谷恕鑑（信清）の弟。出家後は全方（全芳）、心盛斎を名乗った。大学頭。真里谷義信の父。
実名は不明だが、信保ではないかと推測されている。信秋とする場合もある。
1534年、兄である怒鑑の死後に、その嫡子の真里谷信応と庶長子の真里谷信隆との間で家督争いが起きたが、全芳は信応を補佐し活躍、1537年に家督騒動は信応の勝利で終結した。里見義堯の仲介により、信隆に味方した北条氏綱と和解し、信隆の居城であった峰上城が全芳に預けられたという。以後、信応の補佐役として小弓公方との交渉にあたった。確かな史料においては1542年以降の動静は明らかではない。法名は源松であると推測されている。義信という名の子がおり、佐貫城主となっている。